# Renan Purificação
Renan Freire da Purificação, nascido no Rio de Janeiro a 27 de novembro de 1991, é um jogador profissional de voleibol que joga atualmente pelo Sporting Clube de Portugal.